# مانويل توبياس
مانويل توبياس (بالبرتغالية: Manoel Tobias‏) هو لاعب كرة الصالات ‏ ولاعب كرة قدم برازيلي، ولد في 7 أبريل 1971 في Salgueiro ‏ في البرازيل. شارك مع منتخب البرازيل لكرة الصالات. أما مع النوادي، فقد لعب مع FS Cartagena ‏.

## وصلات خارجية
- مانويل توبياس على موقع الاتحاد الدولي (مؤرشف)  (الإنجليزية)
- مانويل توبياس على موقع قاعدة بيانات كرة القدم.إي يو (الإنجليزية)